# 以楽公園
以楽公園（いらくこうえん）は、大阪府枚方市香里ヶ丘六丁目にある都市公園（街区公園）である。

## 概要
重森三玲の作庭による池泉回遊式の日本庭園である。
中央に自然の湧水による苑池を囲み、曲水、滝石組の築山、四方に春夏秋冬を表現した平安式の庭を配置している。
香里団地の開発に際して日本住宅公団が計画、香里ヶ丘環境美化協会の資金協力を得て1961年4月に完成した。
団地の中に有る庭園として、「みんなが一緒に十分楽しむ庭園」という願いを込めて「以楽苑」と命名される。
しかしその願いに反し立ち入りを拒むように周りを柵により囲まれ、長い間十分な手入れがされないまま荒れるに任されていた。
20世紀末になり、重森三玲の関係者により重森三玲の作という事が知らされた事により、改めて1998年に整備が行われた。2006年現在は不定期に開放されている。

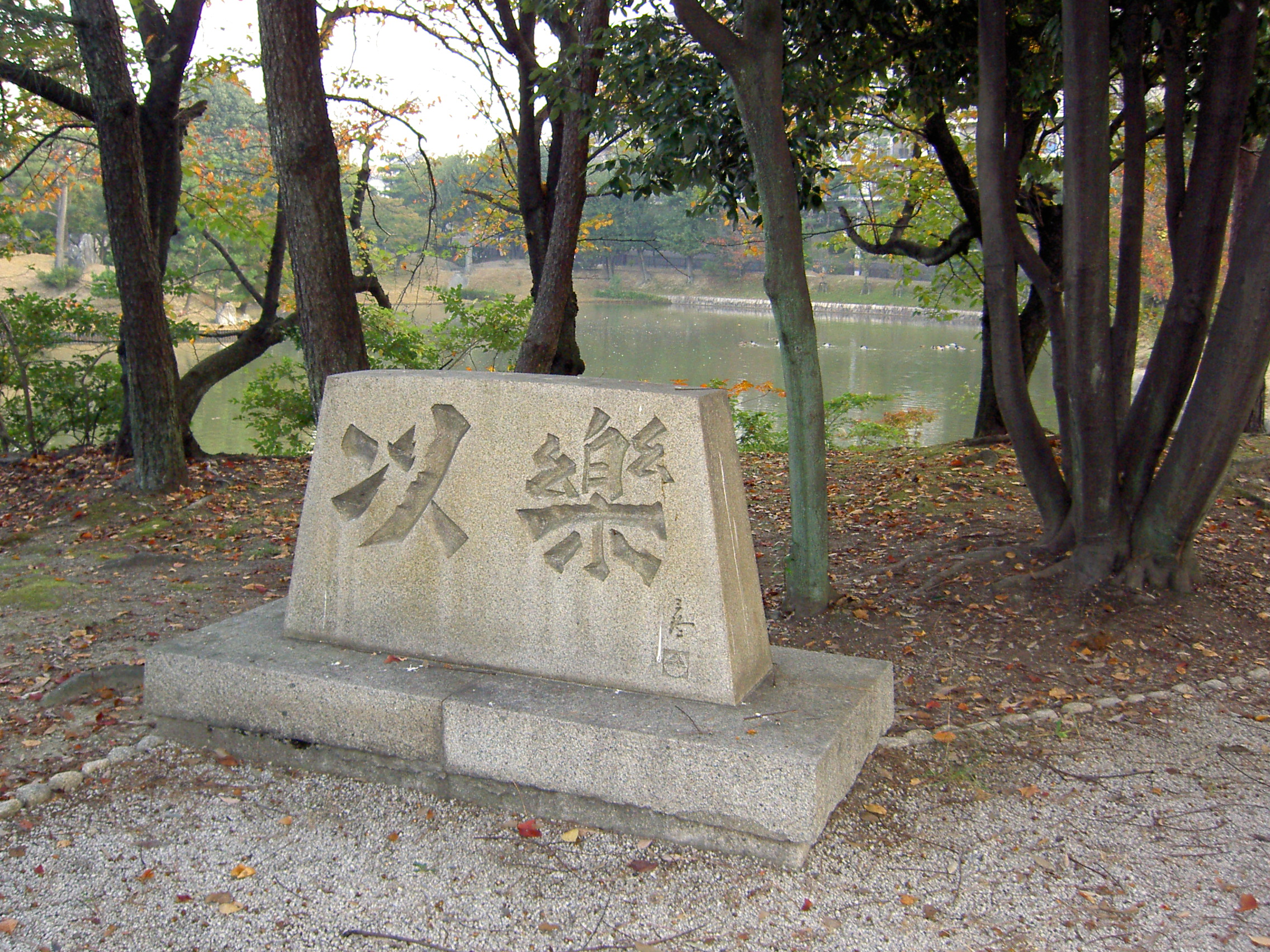
「以楽」の碑
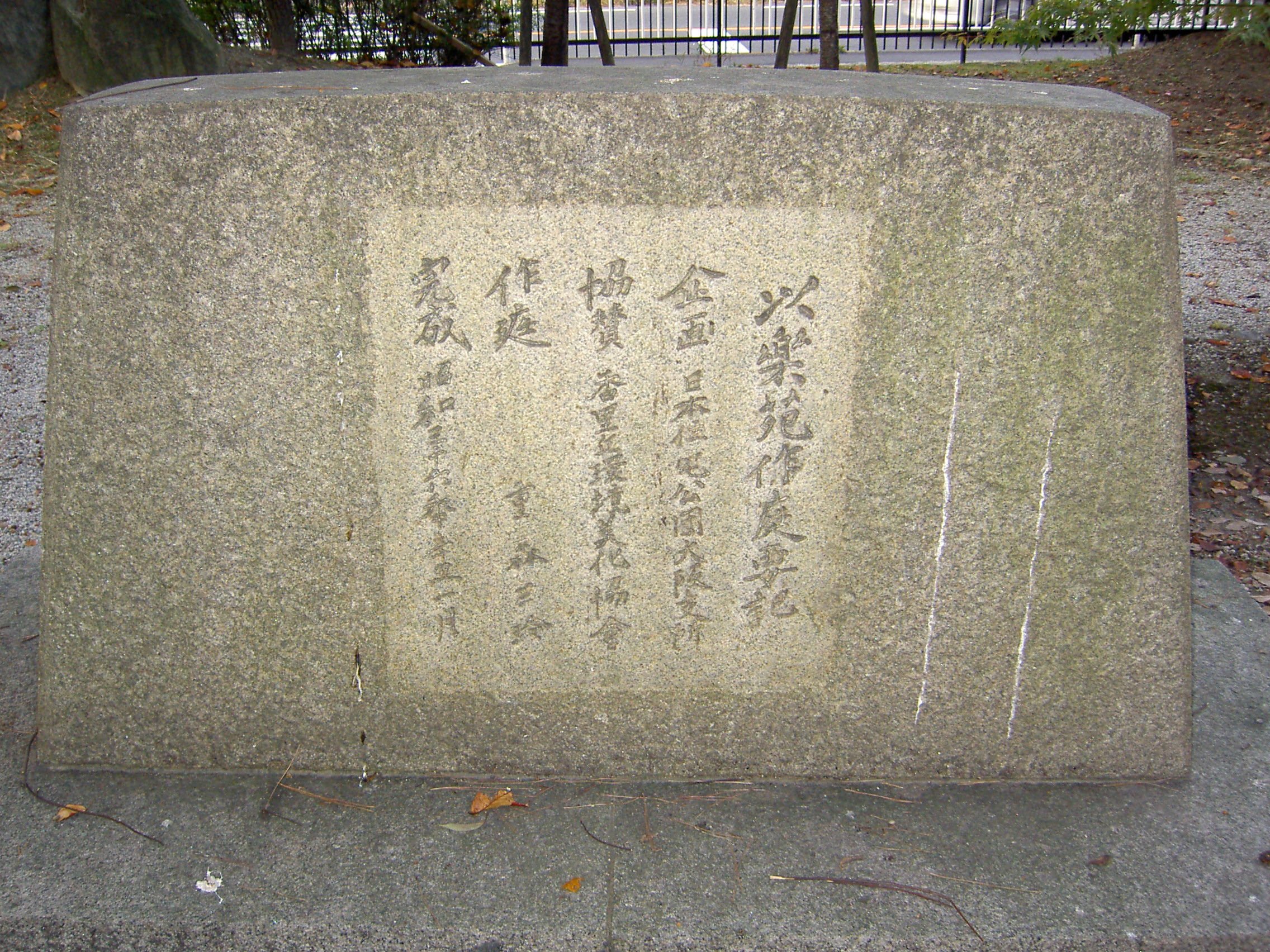
「以楽」の碑
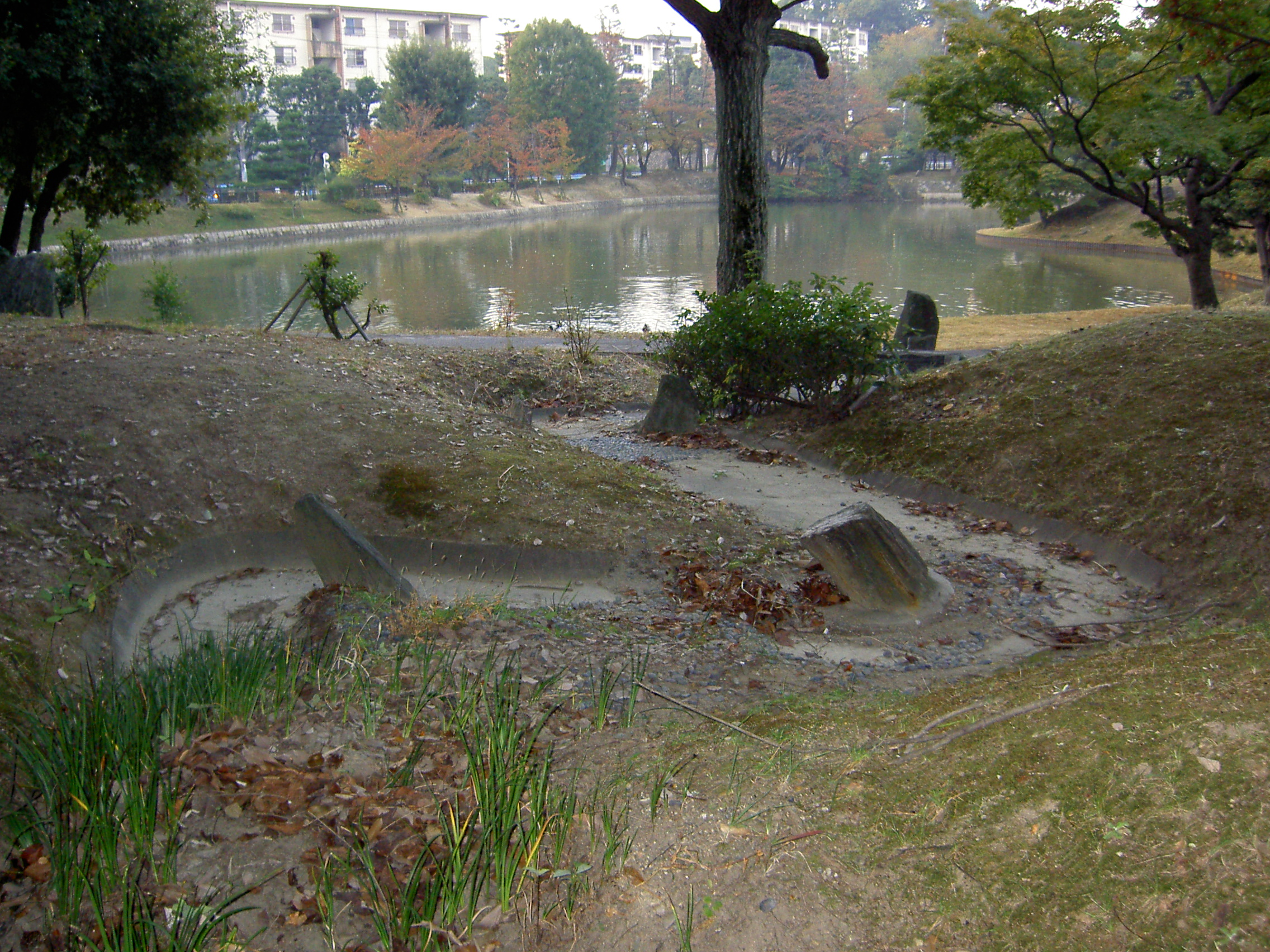
曲水
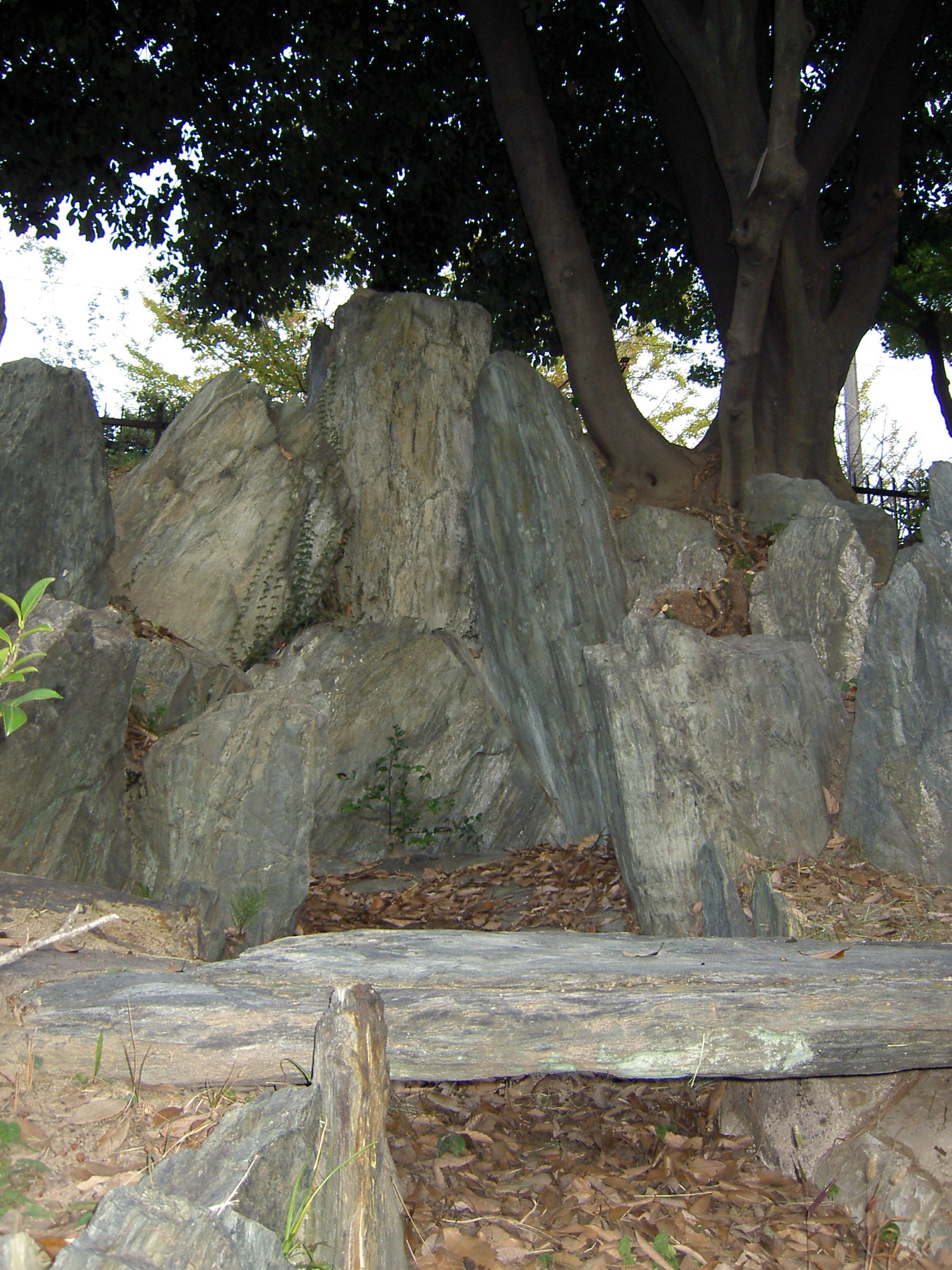
滝石組
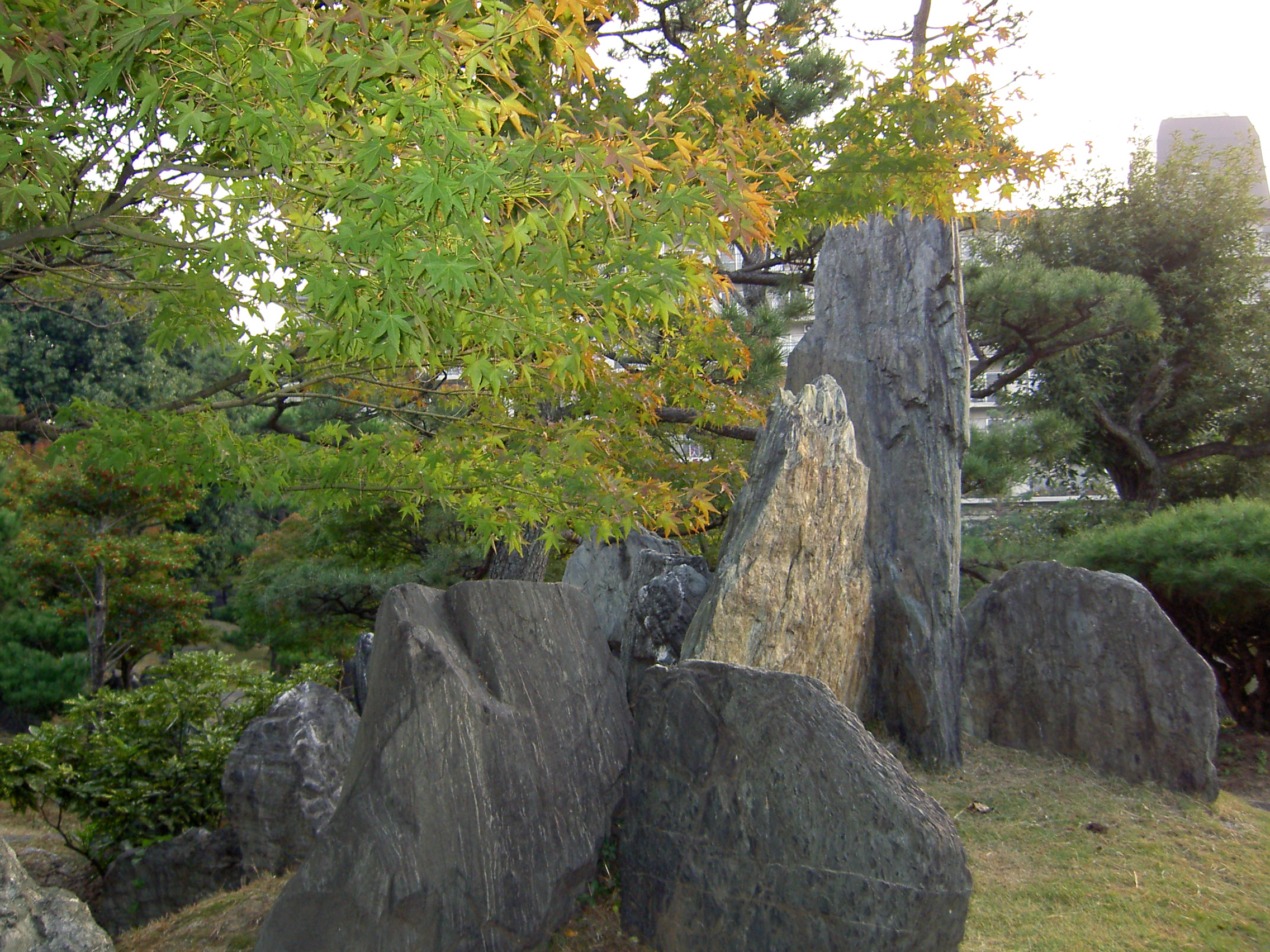
石組
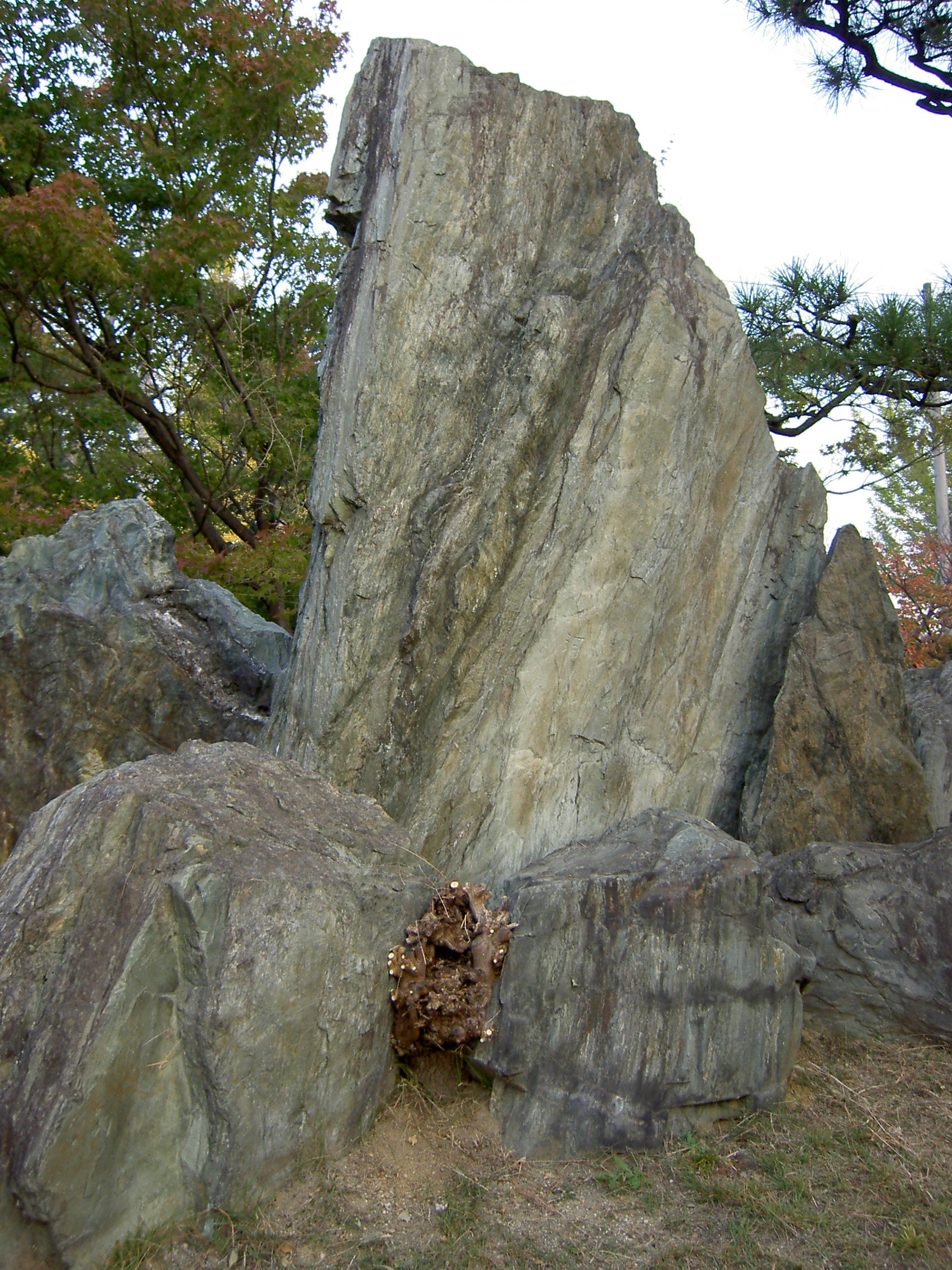
石組
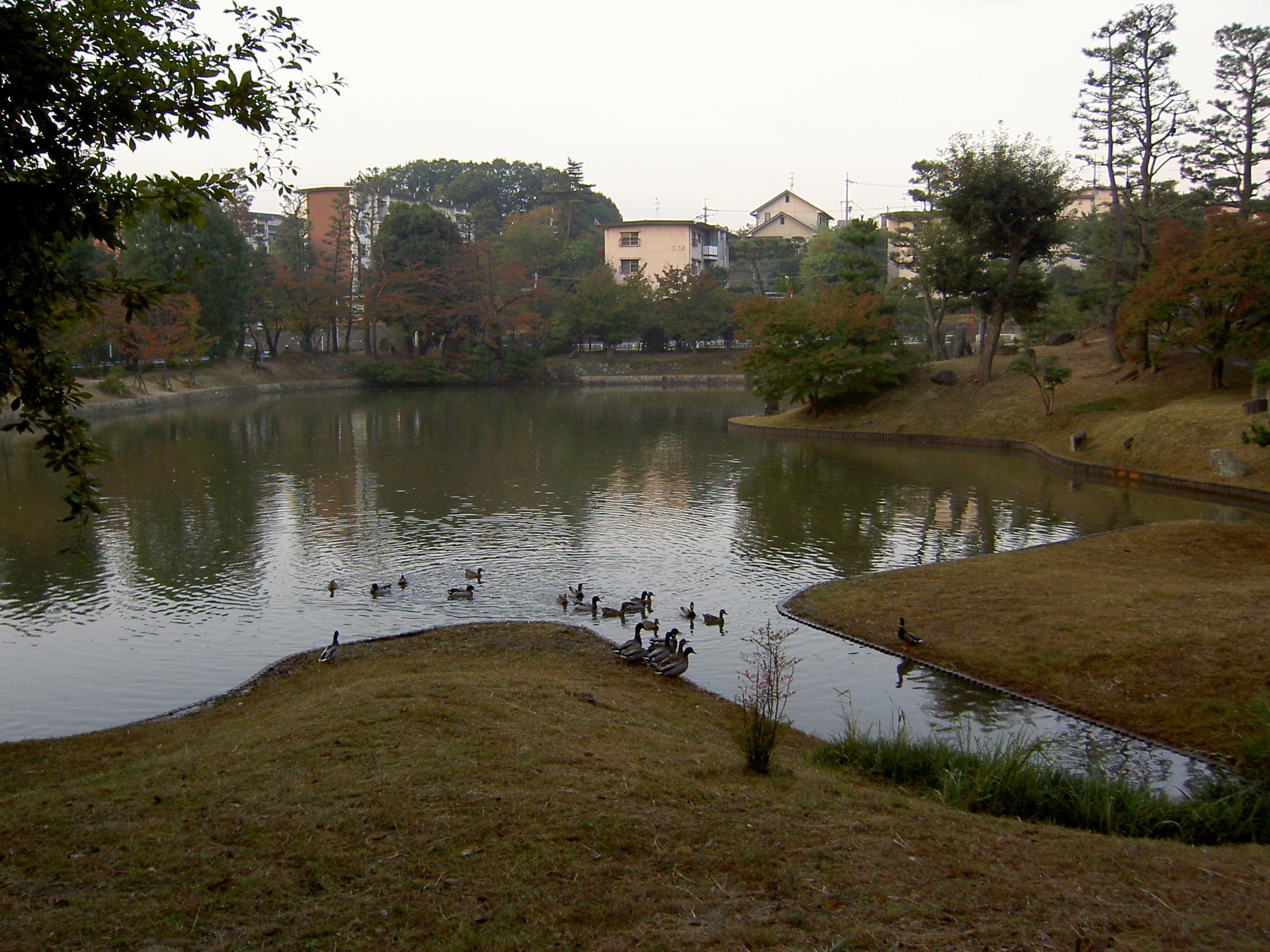
全景